# Пассар, Андрей Александрович
Андрей Александрович Пассар (25 марта 1925 — 3 января 2013) — нанайский советский и российский поэт, заслуженный работник культуры Российской Федерации (1995). С 1955 года член Союза писателей СССР. С 1956 года — член КПСС. Почетный гражданин Нанайского района Хабаровского края.

## Биография
Андрей Александрович Пассар родился 25 марта 1925 года в стойбище Мухэ (ныне Нанайский район Хабаровского края) в семье охотника и рыбака, происхождения из древнего нанайского рода «Красные волки».
В 1943 году был призван в армию, пять лет служил на дальневосточной границе. Был снайпером, воевал во время Второй мировой войны на Дальнем Востоке.
В 1948 году поступил на подготовительные курсы Ленинградского педагогического института имени А. И. Герцена. К этому времени относится начало литературной деятельности Пассара.
В 1949 году его произведения начали печататься.
Судя по трудовой книжке, он перепробовал несколько специальностей: был и милиционером, инкассатором в Госбанке, воспитателем, младшим научным сотрудником в краеведческом музее и даже замредактора газеты «Путь к коммунизму» (Комсомольский район).
В 1952 году в Хабаровске вышел его первый сборник стихов «Солнечный свет» на нанайском языке (вскоре его перевели на русский). Стихи Андрея Пассара были посвящены родному краю и современной жизни нанайского народа.
В 1950-е годы занимался переводом стихов на нанайский язык, среди которых были произведения Владимира Маяковского и Петра Комарова.
В 1960 году окончил Высшие литературные курсы при Союзе писателей СССР. Вернулся на Дальний Восток, жил на Сахалине.
Последняя его книга — поэма «Бичэхэ Европачи. Письмо в Европу» на нанайском и русском языках вышла в 2010 году. Это поэтическое антифашистское обращение к 26 германским солдатам, которых в одиночку взял в плен его двоюродный брат, снайпер Александр Пассар, за что и получил высокое звание Героя Советского Союза.
За эту поэму распоряжением правительства РФ Андрею Пассару присуждена государственная премия «Душа России» в номинации «Традиционная народная культура». Как сказано в дипломе, «за вклад в развитие народного творчества». К документу прилагалась бронзовая статуэтка дивы с роскошной косой и золотой нагрудный знак за № 031.
Нанайцы называли Андрея Пассара «нани поэтани», что в переводе и значит «нанайский поэт».
Последние годы жил и работал в Хабаровске по адресу: ул. Красноармейская, дом 6.
Андрей Пассар умер 3 января 2013 года. Похоронен на Центральном кладбище Хабаровска в секторе № 20-а.

## Награды и премии
- орден Отечественной войны 2-й степени (11.03.1985)
- Заслуженный работник культуры Российской Федерации (30.05.1995)
- Премия Правительства Российской Федерации «Душа России» в номинации «Традиционная народная культура» (2009)

## Семья
Двоюродные братья — легендарные снайперы, Герои Советского Союза:
- средний — Максим Александрович Пассар (1923—1943) — звание Героя России присвоено посмертно только в 2010 г., в 1943-м, при захоронении, ошибочно назван Героем Советского Союза (в период Великой Отечественной войны уничтоживший 237 солдат и офицеров противника),
- старший — Александр Падалиевич Пассар (1922—1988).
- Первая жена — Валерия Федосеевна Пассар
- Дети — Пассар (Казанская) Елена Андреевна, Пассар (Цанникова) Ирина Андреевна.
- Внуки — Казанский Андрей Александрович, Цанникова (Ватанова) Юлия Сергеевна.

Вдова — Екатерина Ивановна Пассар (вторая жена).

## Сочинения в русском переводе
- Мокона, М., 1958 (это нанайская легенда о храбром воине);
- Трехлапый волк, Хабаровск, 1967;
- Под стук бубна. — М.: Сов. Россия, 1969. — 80 с.
- Последнее камлание: Повесть. — Хабаровск: Кн. изд., 1969. — 144 с.
- Приглашение: Стихотворения и поэмы. Пер. с нанайск. — М.: Сов. Россия, 1983. — 80 с., ил.
- Гарпамди — меткий стрелок. Нанайская сказка. Худож. Г. Д. Павлишин. — М.: Малыш, 1990. — 36 с., ил.
- Бичехе Европачи. Письмо в Европу: Поэма на нанайском и рус. яз. [К 26-ти германским солдатам] Ред. нанайского текста А. С. Киле. Ред.-переводчик М. Ф. Асламов. Худож. А. П. Лепетухин. — Хабаровск: Хаб. рег. от-ние Союза писателей России, 2010. — 88 с., ил.